# Ned Overend
Pour les articles homonymes, voir Overend.
Ned Overend, de son vrai nom Edmund Overend, né le 20 août 1955 à Taipei, est un cycliste américain, spécialisé en VTT et en particulier du cross-country auquel il a été champion du monde en 1990. Il a également été deux fois champion du monde Xterra en Triathlon (1998 et 1999).

## Biographie
À 55 ans il demeurait toujours actif en courant aux États-Unis où il a remporté encore en 2010 le Mémorial Bob Cook une course de côte qui se déroule sur Mount Evans.[réf. souhaitée]
Il est admis au Mountain Bike Hall of Fame en 1990, au Temple de la renommée du cyclisme américain en 2001[réf. souhaitée] et en 2002 au Hall of Fame de l'Union cycliste internationale.

## Palmarès en VTT

### Championnats du monde
- 1990
  -  Champion du monde de cross-country
- 1991
  -  Médaillé de bronze du cross-country

### Coupe du monde
Coupe du monde de cross-country
- 1991 (1 manche)
- 3e en 1992 (2 manches)
- 2e en 1994 (2 manches)

### Championnats des États-Unis
- Champion des États-Unis de cross-country : 1986, 1987, 1989, 1990, 1991 et 1992

## Palmarès sur route
- 1985
  - Mount Evans Hill Climb
- 1986
  - Mount Evans Hill Climb

## Palmarès triathlon
Le tableau présente les résultats les plus significatifs (podium) obtenus sur le circuit international de Xterra Triathlon depuis 1996.
| Année | Compétition                        | Position | Temps           |
| ----- | ---------------------------------- | -------- | --------------- |
| 1999  | Championnat du monde Xterra - Maui |          | 2 h 32 min 50 s |
| 1998  | Championnat du monde Xterra - Maui |          | 2 h 24 min 46 s |
| 1997  | Championnat du monde Xterra - Maui |          | 2 h 32 min 12 s |
| 1996  | Championnat du monde Xterra - Maui |          | 2 h 33 min 39 s |